# لایه ازون
لایهٔ اُزون یا اُزون‌سپهر لایه‌ای‌ست در ارتفاع ۲۰ تا ۳۰ کیلومتری سطح زمین (که بسته به شرایط فصلی و آب‌وهوایی ضخامت آن تغییر می‌کند) به ضخامت ۳۰۰ دابسون معادل با ۳ میلی‌متر در لایهٔ استراتوسفر جو زمین، با غلظت بالایی از مولکول ازون (O۳)، که در سال ۱۹۱۳ توسط دو فیزیک‌دان فرانسوی به نام‌های شارل فابری و آنری بویسون کشف شد. این لایه با جذب ۹۹٫۹–۹۵ درصد پرتو فرابنفش خورشید، موجب ادامهٔ زندگی بر روی کرهٔ زمین می‌شود. لایه اُزون پرتوهای پرانرژی فرابنفش را جذب کرده و آن‌ها را به شکل پرتوهای فروسرخ درمی‌آورد و به سطح زمین می‌فرستد.
در اوایل سال ۱۹۳۰، ترکیباتی به نام کلروفلوئوروکربن‌ها (سی‌اف‌سی‌ها) در ایالات متحده آمریکا اختراع‌شدند و در صنعت و خانه مورد استفاده قرار گرفتند. این ترکیبات به استراتوسفر راه یافتند و عناصر کلر و برم موجود در آن‌ها طی واکنش‌های شیمیایی موجب تخریب تدریجی لایهٔ اُزون شدند. به ویژه، لایهٔ اُزون بر فراز قطب جنوب به شدت کاهش یافته‌است.
چرخهٔ ازون-اکسیژن بیان می‌کند که پرتوهای فرابنفش به مولکول اکسیژن برخورد کرده و پیوند میان مولکول‌های اکسیژن را می‌شکند. اتم‌های حاصل با مولکول اکسیژن دیگری واکنش داده و مولکول ازون را تشکیل می‌دهند. سطح ازون با تغییر فصل‌ها، وزش باد و تغییرات خورشید نیز تغییر می‌یابد. ۱۰ درصد مولکول‌های ازون هواکره در لایهٔ تروپوسفر قراردارند و بر خلاف ازون موجود در استراتوسفر، آلاینده به‌شمار می‌آیند و آسیب‌هایی به بافت‌های زیستی انسان و دیگر جانوران می‌رسانند.

## منبع ازون
ازون با فرمول شیمیایی O۳، یک مولکول نسبتاً ناپایدار است که از سه اتم اکسیژن با نماد شیمیایی O تشکیل شده‌است. لایهٔ اُزون از تجمع این مولکول‌ها پدید آمده‌است. اگرچه این لایه بخش کوچکی از هواکرهٔ زمین را در بر می‌گیرد، اما بسیار مهم است و سبب ادامهٔ زندگی بر روی زمین می‌شود. این مولکول از واکنش میان مولکول اکسیژن با فرمول شیمیایی O۲ و نور خورشید به وجود می‌آید. این مؤثرترین فرایندی است که در لایهٔ استراتوسفر در ارتفاع ۵۰–۱۵ کیلومتری بالاتر از سطح زمین رخ می‌دهد.
لایهٔ اُزون یا اوزونوسفر، منطقه‌ای از لایهٔ استراتوسفر در هواکره است که غلظت نسبتاً بالایی از آن، در ارتفاع ۴۸–۱۹ کیلومتری (۳۰–۱۲ مایلی) بالاتر از سطح زمین واقع شده‌است. حدود ۹۰٪ ازون میان ۱۷–۱۰ کیلومتر (۱۰–۶ مایل) بالاتر از سطح زمین قرارگرفته و تا ۵۰ کیلومتر (۳۰ مایل) گسترش می‌یابد. مولکول‌های ازونی که در این بخش از هواکره قراردارند، لایهٔ اُزون را تشکیل می‌دهند. بقیهٔ مولکول‌های ازون نیز در لایهٔ تروپوسفر از هواکره قراردارند.
واحد اندازه‌گیری غلظت ازون، دابسون است. یک واحد دابسون برابر با تعداد مولکول‌های موردنیاز برای ایجاد یک لایهٔ اُزون خالص به ضخامت ۰٫۰۱ میلی‌متر در دمای صفر درجهٔ سلسیوس و با فشار یک اتمسفر است. ضخامت متوسط لایهٔ اُزون حدود ۳۰۰ دابسون است و ۳ میلی‌متر (۸٫۱ اینچ) ضخامت دارد.

## ازون و پرتو فرابنفش
پرتوی فرابنفش تولید شده توسط تابش خورشید در صورت رسیدن به سطح زمین می‌تواند موجب سرطان پوست، آب‌مروارید چشم، آسیب‌رساندن به سیستم ایمنی بدن و تأثیر منفی بر رشد گیاهان شود. طول موج فرابنفش ۴۰۰–۲۸۰ نانومتر (یک میلیاردم متر) است. مولکول‌های ازون و اکسیژن که در استراتوسفر قراردارند، پرتوهای فرابنفش خورشید را جذب می‌کنند و مانند یک سپر مانع از ورود این پرتوها به سطح زمین می‌شوند. ازون و اکسیژن می‌تواند ۹۹٫۹–۹۵٪ پرتوهای فرابنفش به ویژه فرابنفش نوع C و B که پرانرژی‌ترین پرتوهای فرابنفش هستند و موجب آسیب زیست‌شناسی می‌شوند را جذب‌کند. نقش نگهبانی ازون به قدری حیاتی است که دانشمندان می‌گویند زندگی بر روی زمین بدون لایهٔ اُزون امکان‌پذیر نبود.
O۳ + UV → O۲ + O
اکسیژن اتمی + اکسیژن مولکولی → فرابنفش + ازون
O۲ + O → O۳ + IR
فروسرخ + ازون → اکسیژن اتمی + اکسیژن مولکولی
هنگامی که پرتو فرابنفش به مولکول اکسیژن (O۲) برخورد می‌کند، پیوند میان اتم‌های آن می‌شکند و اتم‌ها آزاد می‌شوند. سپس اتم اکسیژن با مولکول اکسیژن ترکیب‌شود، ازون (O۳) تشکیل می‌شود. سپس که مولکول ازون با اتم اکسیژن واکنش‌دهد، دو مولکول اکسیژن تشکیل می‌شود. هم‌چنین با واکنش‌های شیمیایی که مولکول‌های هیدروژن، نیتروژن، کلر و اتم‌های برم در آن درگیراند، هواکره تعادل طبیعی میان تشکیل و تخریب ازون را حفظ می‌کند. لایهٔ اُزون پرتو فرابنفش را به پرتو فروسرخ تبدیل می‌کند و به سطح زمین می‌فرستد. واکنش طبیعی تبدیل فرابنفش به فروسرخ توسط لایهٔ اُزون به شکل زیر است:

## کاهش ازون و حفاظت از آن

پیش‌بینی ناسا از ضخامت ازون استراتوسفری (اگر سی‌اف‌سی‌ها ممنوع نشده‌بودند). آبی پر رنگ: ۰ دابسون آبی کم‌رنگ: ۱۰۰ دابسون نیلی: ۲۰۰ دابسون سبز: ۳۰۰ دابسون زرد:۴۰۰ دابسون قرمز: ۵۰۰ دابسون زرشکی: ۶۰۰ دابسون

کلروفلوئوروکربن‌ها (سی‌اف‌سی‌ها) باعث کاهش مولکول‌های ازون در استراتوسفر زمین شده‌اند. این ترکیب در اوایل سال ۱۹۳۰ توسط ایالات متحده آمریکا اختراع‌شد و در برنامه‌های صنعتی، تجاری و خانگی مورد استفاده قرارگرفت و به زودی به سراسر جهان نیز راه یافت. این ترکیبات، پایدار و غیرقابل سوختن هستند و با ترکیبات شیمیایی دیگر واکنش نمی‌دهند و ارزان‌قیمت هستند. این ویژگی‌های مطلوب ایمنی‌بخش، موجب شد که این ترکیبات در بسیاری از وسایل کاربردی و سردکننده‌ها در واحدهای تجاری و خانگی مورد استفاده قرار بگیرد و به تدریج، متقاضیان محصولات آن روز به روز افزایش‌یافت. این ترکیبات می‌توانند به وسیلهٔ باد به استراتوسفر زمین راه‌یابند. از آن‌جا که این ترکیبات دارای کلر و برم هستند، می‌توانند به لایهٔ نگهبان ازون آسیب‌بزنند.
در اوایل سال ۱۹۷۰، پژوهشگران شروع به بررسی اثر مواد شیمیایی مختلف بر روی لایهٔ اُزون کردند؛ به ویژه سی‌اف‌سی‌ها که دارای کلر هستند. اگر کلر از استخرهای شنا، گیاهان صنعتی، نمک دریا و آتشفشان‌ها به استراتوسفر برسد، به آسانی با باران موجود در تروپوسفر ترکیب می‌شود. اما کلرهایی که در سی‌اف‌سی‌ها وجود دارند، به علت پایداری بسیار این ترکیبات، در آب باران حل نمی‌شوند و با گذشت زمان به سوی استراتوسفر حرکت می‌کنند و هیچ فرایند طبیعی نمی‌تواند مانع از این امر بشود. این ترکیبات معمولاً از هوا سنگین‌تر هستند، اما در فرایندی که حدود ۲ تا ۵ سال به طول می‌انجامد، به سمت بالا حرکت می‌کنند.

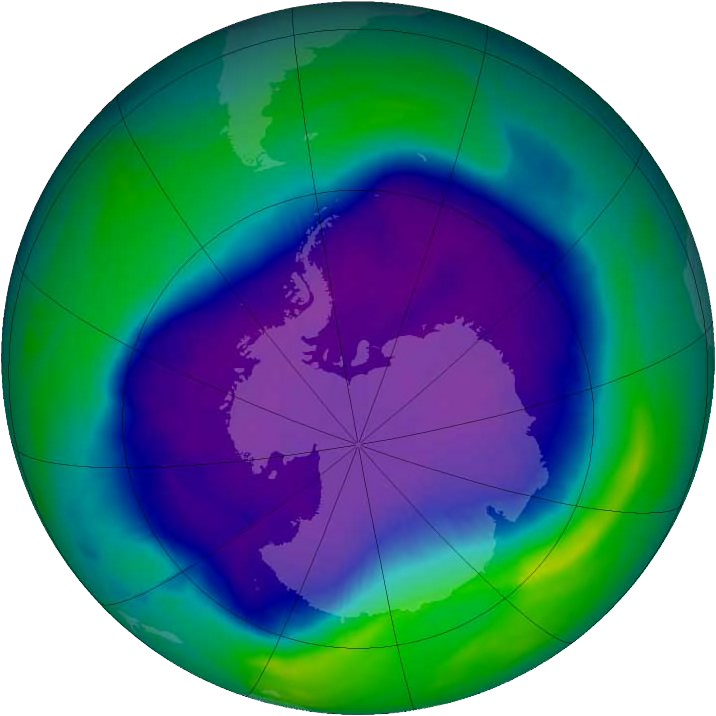
بزرگ‌ترین حفره اُزون در قطب جنوب در سال ۲۰۰۶.

با تشکیل کلر مونوکسید، کلر موجود در آن موجب تخریب لایهٔ اُزون می‌شود. هر مولکول کلر می‌تواند ۱۰۰٬۰۰۰ مولکول ازون را از بین ببرد. معادلهٔ شیمیایی آن به صورت زیر است:
Cl + O۳ → ClO + O ۲
اکسیژن + کلر مونواکسید → ازون + کلر
ClO + O → Cl + O ۲
اکسیژن + کلر → اکسیژن اتمی + کلر مونواکسید
با رسیدن سی‌اف‌سی به استراتوسفر، کلر موجود در این ترکیب می‌تواند با ازون هواکره واکنش دهد و ترکیبی به نام کلر مونواکسید به وجود آورد. دو اتم دیگر ازون نیز به مولکول اکسیژن تبدیل می‌شوند. کلر مونواکسید ایجادشده، می‌تواند با اتم اکسیژن واکنش‌دهد و یک اتم کلر و یک مولکول اکسیژن به وجود آورد. این کار بارها صورت می‌گیرد و موجب تخریب لایهٔ اُزون می‌شود.
در سال ۱۹۸۷، سازمان ملل متحد توافق‌نامه‌ای جهانی برای متوقف‌کردن تولید، فروش و پخش سی‌اف‌سی‌ها تهیه‌کرد. این توافق‌نامه به توافق‌نامهٔ مونترآل یا پروتکل مونترآل معروف است. اتحادیهٔ اروپا برای حفاظت از لایهٔ ازون گامی فراتر از الزامات توافق‌نامهٔ مونترآل نهادند. بر اساس این توافق‌نامه، تولید سی‌اف‌سی‌ها متوقف‌شد و ترکیبات تازه‌ای به نام هیدروکلروفلوئوروکربن‌ها (اچ‌سی‌اف‌سی‌ها) به وجود آمدند و استفاده از آن‌ها به سطح خاصی محدود شد. یکی از تفاوت‌هایی که این ترکیبات با سی‌اف‌سی‌ها دارند، این است که در این ترکیبات هیدروژن جایگزین کلر و فلوئور شده‌است. آشناترین اچ‌سی‌اف‌سی، 22-HCFC است که برای تهویهٔ هوا در بسیاری از خانه‌ها استفاده می‌شود. اتم هیدروژن با حمله به هیدروکسیل (OH)، مولکولی می‌سازد و این‌گونه بخش بزرگی از اچ‌سی‌اف‌سی‌ها پیش از رسیدن به استراتوسفر نابود می‌شوند. اما تعدادی از مولکول‌ها به استراتوسفر می‌رسند که موجب تخریب بسیار کمتر لایهٔ اُزون نسبت به سی‌اف‌سی‌ها می‌شوند.
هالوکربنها نیز از دیگر مواد تخریب‌کنندهٔ ازون استراتوسفری هستند و با انتشار کلر و برم لایهٔ اُزون را تخریب می‌کنند. هم‌چنین، برخی از مواد تخریب‌کنندهٔ لایهٔ اُزون در وسایل نقلیهٔ هوایی، یخچال و فریزر، حلال‌ها، افشانه‌ها و کپسول‌های آتش‌نشانی وجود دارند.
لایهٔ ازون سالانه کوچک‌تر از پیش می‌شود؛ به‌طوری که آمار ناسا در ۱۳ سپتامبر ۲۰۰۷ نشان‌داد که حفرهٔ اُزون به اوج خود رسیده‌است و می‌تواند ۹٫۷ میلیون مایل مربع (یعنی به قاره‌ای به اندازهٔ آمریکای شمالی) را پوشش‌دهد. سوراخ لایهٔ اُزون در قطب جنوب به حد اعلای خود رسیده‌است. دلیل این پدیده نیز ورود کلرهای موجود در مواد شیمیایی ساخته‌شده توسط انسان‌ها به استراتوسفر است. محدودیت‌های سخت‌گیرانه برای تولید سی‌اف‌سی‌ها باعث شده‌است که سازمان جهانی هواشناسی به این نتیجه برسد که حفرهٔ ازون تا سال ۲۰۴۵ بهبود خواهد یافت. اما ناسا می‌گوید که دو سوم لایهٔ اُزون تا سال ۲۰۶۵ نه تنها بر فراز قطب جنوب، بلکه در همه جای زمین نابود خواهدشد.
در سپتامبر ۲۰۱۴ (شهریور ۱۳۹۳) برای نخستین بار طی سی و پنج سال گذشته، پژوهشگران تأیید کردند که لایه اوزون، که در برخی نقاط کره زمین به طرز خطرناکی کاهش یافته بود، نشانه‌هایی از بهبود و ترمیم نشان می‌دهد. از سال ۲۰۰۰ تا ۲۰۱۳ میلادی، سطح اوزون در بخش‌هایی از جهان ۴ درصد رشد کرده‌است. به گفته پژوهشگران، دلیل آغاز روند ترمیم لایه اوزون این است که از اواخر دهه ۱۹۸۰، استفاده از بعضی مواد شیمیایی آسیب زننده به لایه اوزون به تدریج در تمام جهان حذف شده‌است. این گازها عمدتاً در یخچال و انواع اسپری کاربرد داشت.

## اثرات لایهٔ ازون بر آب‌وهوا
گرمایش زمین افزایش نظام‌مند گرمای زمین است که عمدتاً ناشی از گازهای گلخانه‌ای است. ازون یک گاز گلخانه‌ای است و در آب‌وهوای کرهٔ زمین نقش دارد. افزایش گازهای گلخانه‌ای مانند کربن دی‌اکسید ممکن‌است بر چگونگی بهبود لایهٔ ازون در سال‌های آینده اثر بگذارد. موادی که غلظت ازون را کاهش می‌دهند، گازهای گلخانه‌ای هستند. از آن‌جا که اچ‌سی‌اف‌سی‌ها نیز گازهای گلخانه‌ای هستند، می‌توانند میزان مواد کاهش‌دهندهٔ ازون را افزایش‌دهند.
در حالی که بسیاری از نقاط جهان گرم شده‌است، بخش‌هایی از نیم‌کرهٔ جنوبی سرسختانه سرد مانده‌اند و دلیل آن شکاف لایهٔ ازون در آن بخش‌ها است. زیرا ازون یک گاز گلخانه‌ای است. پژوهش‌های تازه نشان می‌دهد که تلاش‌های انجام‌شده توسط دانشمندان و طرفداران محیط زیست برای پوشش بیشتر ازون می‌تواند موجب گرم‌شدن سراسر نیم‌کرهٔ جنوبی بشود. گرمایش زمین در درجهٔ نخست از وجود مقدار زیادی کربن در اتمسفر است که در هنگام استفاده از زغال سنگ، گاز، نفت و سوخت برای تولید برق و حرکت‌کردن خودروها ایجاد می‌شوند، به‌وجود می‌آید. این گازها مانند یک روکش سراسر سیاره پراکنده می‌شوند و گرمای خورشید را می‌گیرند. سی‌اف‌سی‌ها نیز که دارای کربن هستند، موجب کاهش ازون می‌شوند؛ بنابراین، کاهش ازون و گرمایش زمین به یک‌دیگر مرتبط هستند.
سی‌اف‌سی‌ها ممکن است تا مدت زمان طولانی در هواکره باقی بمانند و گرمایش زمین را تحت تأثیر قرار دهند. بنا به گزارش آژانس حفاظت محیط زیست ایالات متحده آمریکا، ازون تا سال ۲۰۵۰ به سطح معمولی و طبیعی خود باز خواهد گشت. در حالی که این گزارش خوبی است، اما بر میزان گرمایش زمین خواهد افزود. ازون به این خاطر که یک گاز گلخانه‌ای است، می‌تواند در به‌دام انداختن گرما در استراتوسفر کمک‌کند و درجهٔ گرمای زمین را تحت تأثیر قرار دهد. کاهش ازون به سرمایش زمین کمک می‌کند و آب‌وهوا را به میزان قابل‌توجهی تغییر می‌دهد.

## چرخهٔ ازون-اکسیژن

چرخهٔ ازون-اکسیژن

در استراتوسفر، مولکول ازون عمدتاً توسط پرتوی فرابنفش ایجاد می‌شود. هنگامی که پرتوی فرابنفش با انرژی بالا به مولکول اکسیژن (O۲) حمله‌ور می‌شود، پیوند میان اتم‌های اکسیژن می‌شکند و مولکول آن به دو اتم اکسیژن تبدیل می‌شود. اتم ناپایدار اکسیژن آزادشده و با یک مولکول اکسیژن دیگر واکنش می‌دهد و مولکول ازون (O۳) را به وجود می‌آورد. از آن‌جا که اتم آزاد اکسیژن بسیار ناپایدار است، به راحتی می‌تواند با نیتروژن، هیدروژن، کلر و برم که از زمین و منابع اقیانوسی آزاد می‌شوند، واکنش‌دهد. این موضوع تعادل میان ازون و پرتو فرابنفش را به هم می‌زند. دانشمندان دریافته‌اند که سطح ازون با تغییر فصل‌ها، ورزش باد و تغییرات خورشید نیز تغییر می‌یابد. علاوه بر این اگر آتشفشانها فوران کنند، موادی را به استراتوسفر می‌فرستند که می‌توانند سرعت تخریب لایهٔ اُزون را افزایش‌دهند.

## ازون تروپوسفری
ازون تروپوسفری مولکول‌های ازون موجود در تروپوسفر هستند که بر خلاف ازون استراتوسفری، آلاینده هستند. دو منبع طبیعی عمدهٔ آن شامل:
- هیدروکربنهایی که از گیاهان و خاک منتشر می‌شوند.
- مولکول‌های ازون استراتوسفری که به تروپوسفر می‌رسند.

اما هیچ‌کدام سلامتی انسان و محیط زیست را به خطر نمی‌اندازند. ازون موجود در تروپوسفر آلاینده است و در واکنش‌هایی فوتوشیمیایی (واکنش با نور خورشید) و واکنش‌هایی پیچیده با نیتروژن اکسید (NOx)، ترکیبات آلی فرار (VOC) و کربن مونوکسید (CO) تشکیل می‌شود. هنگامی که نیتریک اکسید (NO) توسط سوخت‌های سنگواره‌ای، دیگ‌های بخار، خودرو، کامیون و دیگر وسایل دارای سوخت منتشرشود، به سرعت به نیتروژن دی‌اکسید (NO۲) تبدیل می‌شود. نیتروژن دی‌اکسید موجب تشکیل مه‌دود می‌شود؛ زیرا بیشتر، طیف فرابنفش نور خورشید را جذب می‌کند.
مولکول‌های ازون موجود در تروپوسفر می‌توانند به راحتی با بافت‌های زیستی واکنش‌داده و آن‌ها را از بین ببرند. این مولکول‌ها موجب احساس سوزش در ششهای انسان می‌شوند. پژوهشگران دانش پزشکی دریافته‌اند که تنفس ازون بیش از چند ماه تا چند سال، یکی از عوامل برگشت‌ناپذیری است که به شش‌های پستانداران آسیب می‌رساند. مولکول‌های ازون به ویژه برای کودکان، سالمندان و بزرگسالانی خطرناک هستند که در فصل تابستان به‌طور منظم برای ورزش بیرون از خانه می‌روند.